# Elisabeth Alter

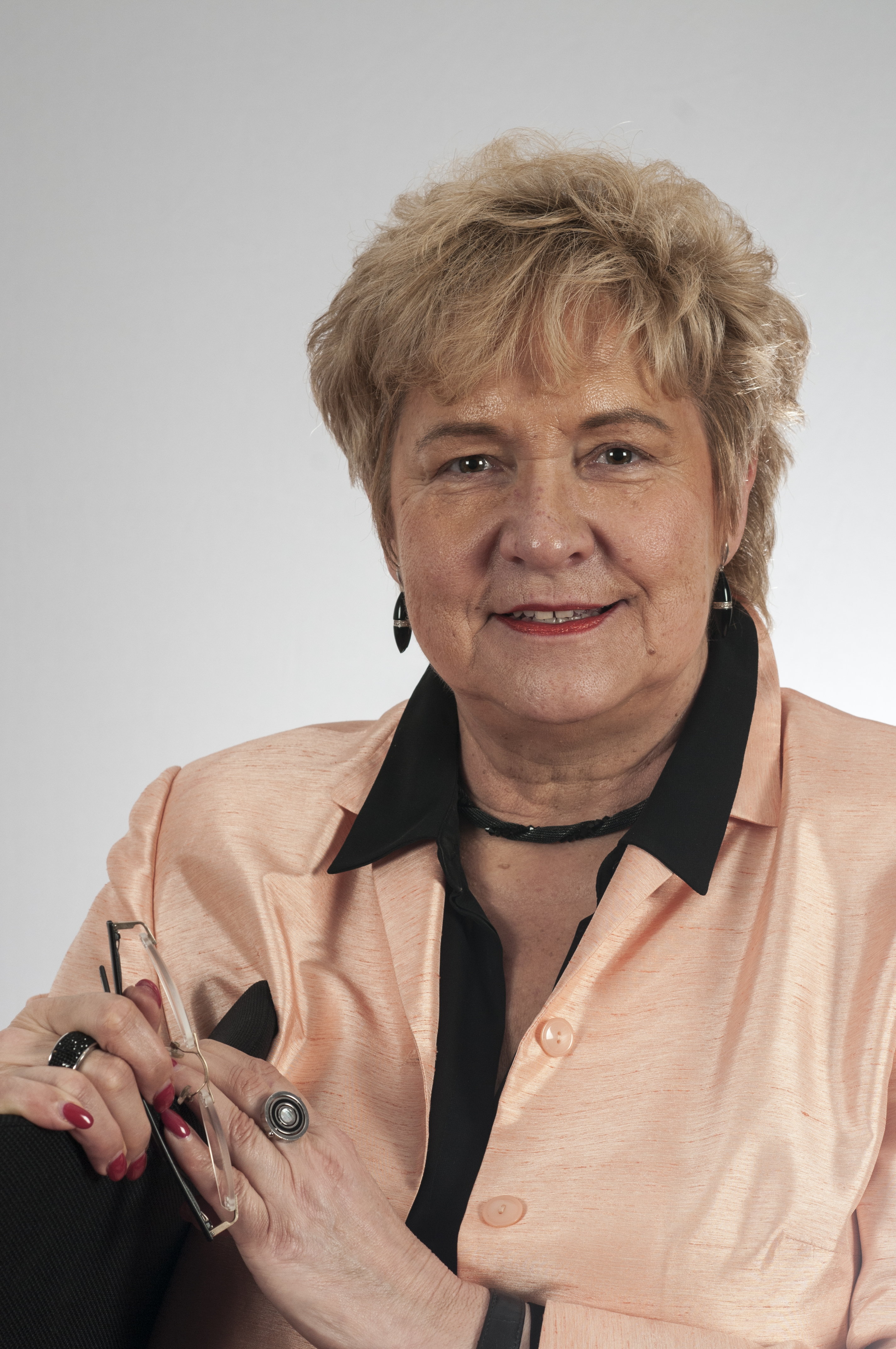
Elisabeth Alter (2016)

Elisabeth Alter (* 10. Oktober 1953 in Weinböhla) ist eine deutsche Politikerin (SPD). Sie ist seit 2004 Abgeordnete im Landtag von Brandenburg.

## Leben und Beruf
Elisabeth Alter wurde als neuntes Kind in eine Großfamilie hineingeboren.
Nach einer Ausbildung zur Krankenschwester an der Medizinischen Fachschule in Dresden (1970 bis 1973) war sie acht Jahre als Krankenschwester im Kreiskrankenhaus Meißen tätig, wo sie bis zur Stationsschwester aufstieg. Im Jahr 1981 ging sie als Erzieherin an das Kreisrehabilitationszentrum für Menschen mit geistiger Behinderung Meißen und wurde dort 1984 Abteilungsleiterin. Nach der Wende zog sie nach Fürstenwalde um und war in den Jahren 1990 bis 2004 Beauftragte für Senioren und Menschen mit Behinderung des Landkreises Oder-Spree, deren Ressort im Jahr 2002 um die Zuständigkeit für ausländische Mitbürger und Fragen der Gleichstellung erweitert wurde.
Elisabeth Alter ist in einer Patchworkfamilie mit vier Kindern und fünf Enkelkindern und sechs Urenkeln verheiratet.
Sie lebt in Fürstenwalde/Spree.

## Politisches Engagement
Elisabeth Alter ist seit dem Jahr 1993 Mitglied der SPD. Seit Oktober 2003 ist Stadtverordnete und stellvertretende Vorsitzende in der Stadtverordnetenversammlung Fürstenwalde/Spree. Vor Ort engagiert sie sich in vielen Vereinen und Verbänden und ist Mitglied im Vorstand des Wirtschaftsförderungsverein Fürstenwalde.
Der Arbeitskreis Netzwerk Schule-Wirtschaft wurde auf ihre Initiative gegründet. Ebenso ist sie Mitbegründerin des Lokalen Netzwerkes für Familien in Fürstenwalde.
Bei der Landtagswahl im Oktober 2004 unterlag sie im Wahlkreis Oder-Spree III bei den Erststimmen (27,8 %) deutlich dem PDS-Kandidaten und zog über die Landesliste der SPD (Platz 14) in den brandenburgischen Landtag ein. Dort war sie in der 4. Legislaturperiode (2004–2009) ordentliches Mitglied im Ausschuss für Europaangelegenheiten und Entwicklungspolitik sowie kurzzeitig Mitglied und stellvertretende Vorsitzende im Petitionsausschuss (2004–2005).

Bei den Landtagswahlen am 27. September 2009 unterlag sie mit 30,4 % nur um 0,2 % Peer Jürgens (Die Linke) im Kampf um das Direktmandat und zog wieder über die Landesliste der SPD Brandenburg mit Platz 21 in den Landtag ein. In der 5. Legislaturperiode (seit 2009) ist sie hier stellvertretende Vorsitzende im Ausschuss für Infrastruktur und Landwirtschaft.
Des Weiteren ist Elisabeth Alter familienpolitische Sprecherin und vertritt die Interessen der Brandenburgischen SPD im Bundesrat der SPD.
Bei der Landtagswahl am 14. September 2014 wurde sie direkt im Wahlkreis Oder-Spree III gewählt.
Seit dem Jahr 2008 vertritt sie die SPD auch im Kreistag Oder-Spree.